# Filippo Cavalli
Filippo Cavalli (né le 29 janvier 1921 à Casale Monferrato au Piémont et mort le 29 avril 2004 à Trévise en Vénétie) est un joueur de football italien, qui jouait au poste de gardien de but.
Historique numéro 12, il est surtout connu pour avoir gardé les cages de la Juventus et du Torino.

## Biographie
Formé par Casale, il est acheté en 1940 par le Torino, avec qui il remporte le scudetto 1942-43 puis la Coppa Italia lors de la même saison, en alternant dans les buts avec Alfredo Bodoira.
Il conclut l'expérience granata, joue ensuite pour une année encore à Casale durant le Campionato Alta Italia del 1944, avant de rejoindre Côme et  pour sept ans la Juventus (où il dispute son premier match le 5 janvier 1947 lors d'un succès 2-1 sur la Sampdoria) où, en qualité de remplaçant de Giovanni Viola, il remporte deux autres scudetti (1949-1950 et 1951-1952).

## Palmarès
| Juventus - Championnat d'Italie (2) : - Champion : 1949-50 et 1951-52. - Vice-champion : 1946-47 et 1952-53. |  | Torino - Championnat d'Italie (1) : - Vainqueur : 1942-43. - Coupe d'Italie (1) : - Vainqueur : 1942-43. |